# U.S.S.エンタープライズE
- スタートレック
  - エンタープライズ (スタートレック) > U.S.S.エンタープライズE
  - スタートレックに登場した宇宙船のクラス一覧 > ソヴェリン級 > U.S.S.エンタープライズE

U.S.S.エンタープライズE(U.S.S.Enterprise-E)は、SFメディア・フランチャイズ『スタートレック』シリーズの劇場版第8作『スタートレック ファーストコンタクト』、劇場版第9作『スタートレック 叛乱』、劇場版第10作『ネメシス/S.T.X』に登場する架空の宇宙艦である。
正式名はソヴェリン級U.S.S.エンタープライズ NCC-1701-E。惑星連邦宇宙艦隊に属し、艦長はジャン＝リュック・ピカード大佐（2372~2381）、ウォーフ大佐（2382~2385）。

## 概要
全長：685m　重量：320万5千トン　デッキ数：24　乗員：854名
初登場は、劇場版第8作。2371年にヴェリディアン3号星にて大破したU.S.S.エンタープライズDに代わり2372年より就役した最新鋭艦で、惑星連邦宇宙艦隊で『エンタープライズ』の名を冠する6番目の艦である。
U.S.S.エンタープライズEをはじめとするソヴェリン級宇宙艦は、ボーグ集合体、カーデシア連合、ドミニオンなどとの交戦を想定して開発されており、火力・推力・防御力が格段に強化されている。その高い戦闘能力は戦術護衛艦U.S.S.ディファイアントNX-74205のノウハウが活かされている。U.S.S.エンタープライズDよりも全長が44m伸びたにもかかわらず全幅と全高は小型化されており、船体の規模は先々代のU.S.S.エンタープライズCよりも小さくなった。これは戦闘力強化のためにクルーの家族の乗船スペースなどの余剰スペースを最初から設けていないためである。
2378年までに大きな改装を受けており、魚雷ランチャーやフェイザーアレイの追加、第2船体腹部船尾の傾斜角変更、第1船体背面後部に構造物が追加、ワープナセル・パイロンの角度変更（全長もわずかに短くなっている）などの改修が加えられている。

## 性能

### 推進システム

#### インパルスドライブ（通常航行）
インパルスエンジンは円盤部の船尾側に大型のものが2基搭載されている。他艦同様、インパルスドライブの最高速度は光速の25%である。
インパルスドライブにおいて、操舵席には従来のタッチパネルオペレーションの他にジョイスティック状の手動ステアリングコラムが用意されており、微妙な操縦が求められる場合、操舵士の希望によって使用される場合がある（これは一部の他の艦にも装置されている）。

#### ワープドライブ（超光速航行）
エンタープライズEは従来の物と比較し長大なものとなった新型ワープナセルによって、時空連続体にワープ痕跡によるダメージを与えずに高速ワープを出すことが可能である。その形状は先代のU.S.S.エンタープライズD（ギャラクシー級）、先々代のU.S.S.エンタープライズC（アンバサダー級）などと比較すると、U.S.S.エンタープライズB（エクセルシオール級）に近い。青く発光するワープフィールドグリルがナセル側面ではなく頂部に位置していることも特徴である。
この特徴的なナセルはU.S.S.ヴォイジャーNCC-74656の可変静翼ワープナセルで開発された技術を応用させたものであり、ワープナセルが固定式であるにもかかわらずも時空連続体にダメージを与えることなく高速ワープをすることができる。
エンタープライズEはワープ5からワープ8の速度で巡航する。さらに最高速度はワープ9.95（資料により諸説あり）とされており、U.S.S.ヴォイジャーNCC-74656やU.S.S.プロメテウスNX-59650と並び連邦艦の中でも最速の部類に入る。
また、ワープナセル先端部のバサードラムスクープから星雲内のガスを取り込み、それを戦闘の際に使った事もある(スタートレック:叛乱)。

### コンピュータ
エンタープライズEのコンピュータは、U.S.S.ヴォイジャーにも採用されたバイオ神経回路が組み込まれている。従来のアイソリニア・オプティカル・チップ（超光速演算コンピュータ）に比べて、情報処理速度が飛躍的に高速化されている。また緊急用医療ホログラム（EMH）も搭載されており、U.S.S.ヴォイジャーのものと同じ「EMH Mark1」（ルイス・ジマーマン博士の外見を持つ初期型）である。

### 戦術システム
主な攻撃システムは、反物質弾頭・光子魚雷を数百発搭載。魚雷ランチャーが3門あり、一度に12発の発射が可能。素粒子ビーム兵器・フェイザーは連邦最強の出力を誇るタイプXIIを装備し、D型と比較して大幅に火力が向上している。フェイザー・アレイが第1船体上面に7ヶ所、下面に5ヶ所あり死角はない。また通常の連邦艦には装備されない真空エネルギー弾頭・量子魚雷をも搭載しており、U.S.S.エンタープライズDとは比較にならない戦闘能力を色濃く示している。
防御シールドはコンピューターにより最適な防御効果を得る再生式シールドを採用している他、船体外部隔壁には断熱被膜塗装（アブレーティブ装甲）がされている。
また2378年の時点では改修を受けており、第1船体上面（メインブリッジとシャトル格納庫の中間辺り）と第2船体下面（メインディフレクター盤の下部後方）に連装光子魚雷ランチャー、左右ワープナセル・パイロンの上下両面にフェイザー・アレイが増設され、主に船尾方向への攻撃力が格段に増強されている。
なお量子魚雷は、エンタープライズEの就役と前後して宇宙ステーション・ディープ・スペース・ナインに配備されていたU.S.S.ディファイアントや、一部の大型航宙艦などに装備されるようになり、ボーグの2回目の地球侵攻時やドミニオン戦争時などに使用された。

### デッキ構成
- 第1デッキ:メインブリッジ、艦長作戦室、観察ラウンジ

- 第11デッキ:デｨフレクター制御室、水耕栽培室、星図作成室

- 第16デッキ:機関室

### 艦載機
- クストー - 艦長専用艇（captain's yacht）。シャトルベイではなく量子魚雷ランチャー下に装着されている。
- 名称不明 - 惑星バクーでデータ捕捉に使用された。
- シャトルクラフトアルゴ - 全地形対応車搭載

## メイキング
エンタープライズEのデザインはジョン・イーブスによるもの。劇場版第8作『スタートレック ファーストコンタクト』の内容がボーグとの戦いだったため、シャープで戦闘的なデザインとなった。イーブスが参考としたのはU.S.S.エクセルシオールだという。激しい戦闘を想定した艦ゆえに構造的な強度が重視され、ドーサルネックが無く第1船体と第2船体が直結した形態になった。この特徴は同時期にデザインされたU.S.S.ヴォイジャーと同じだが、両艦は別々のデザインチームが担当しており、偶然の類似だという。スタートレックシリーズの美術スタッフだったリック・スターンバックは艦隊船デザインの新しい流れとして悪くないと思ったという。スターンバックは艦の構造やどこに何があるかといった考証を担当した。デザインの特徴として従来より小型のデフレクター盤があるが、これはデフレクター盤でのアクションシーンの撮影で実物大のデフレクター盤のセットが必要であり、大きなものにできなかったためである。
『スタートレック ファーストコンタクト』では撮影用の模型がILMにより製作されたが、『スタートレック 叛乱』ではパラマウント社の方針（予算の削減）のため模型は使用されず、サンタ・バーバラ・スタジオによるCGIとなった。更に『ネメシス/S.T.X』ではCGIをデジタル・ドメインが担当することになり、その際にデザイナーのジョン・イーブスらが手直ししたかったという部分を修正し、外観が変化した。

## 同型艦
長らくU.S.S.エンタープライズE以外のソヴェリン級宇宙艦は公式には登場していなかったが、『スタートレック:ピカード』シーズン2以降に多数の同型艦が登場した。 